# Oszillopsie
Oszillopsie (lat. oscillare „schaukeln“ und griechisch oψις „der Blick, das Sehen“, auch: Scheinbewegung oder Brückner-Phänomen) ist eine Störung der visuellen Wahrnehmung, bei der die Umwelt für den Betrachter verwackelt erscheint, vor allem beim Fixieren von Objekten oder während einer Eigenbewegung. Das Phänomen ist noch am ehesten vergleichbar mit einer Videosequenz, die beim Gehen aufgenommen wurde und deshalb die Umwelt in Bewegung zeigt.
Oszillopsie tritt oft in Begleitung von Schwindel, beispielsweise infolge eines Nystagmus (Augenzittern), auf. Eine Oszillopsie kann auch auftreten, wenn der Vestibulo-okuläre Reflex (VOR), der in der Regel kompensatorische Augenbewegungen – ein so genanntes Puppenkopfphänomen – auslöst, gestört ist, darüber hinaus bei Augenmuskellähmungen und Störungen der subjektiven Lokalisation.
Mögliche Ursachen sind, neben Störungen im Bereich des Gleichgewichtsorgans im Innenohr (z. B. Bogengangsdehiszenz), neurologische Störungen etwa infolge von entzündlichen Erkrankungen wie Multiple Sklerose oder einer Obliquus-superior-Myokymie. Auch verschiedene Infekte (z. B. Neuroborreliose) können zu neurologischen Problemen und auch zu einer Oszillopsie führen. In zahlreichen Fällen können jedoch einer Oszillopsie keine erkennbaren Ursachen zugrunde gelegt werden.